# Торресілья-де-ла-Торре
Торресілья-де-ла-Торре (ісп. Torrecilla de la Torre) — муніципалітет в Іспанії, у складі автономної спільноти Кастилія-і-Леон, у провінції Вальядолід. Населення — 40 осіб (2010).
Муніципалітет розташований на відстані близько 180 км на північний захід від Мадрида, 25 км на захід від Вальядоліда.

## Демографія
Динаміка населення (INE ):